# Сахащик, Валерий Степанович
Валерий Степанович Сахащик (бел. Валерый Сцяпанавіч Сахашчык); род. 13 августа 1964, Гошево, Дрогичинский район, БССР, СССР) — белорусский военный, общественный деятель и предприниматель, бывший командир 38-й отдельной гвардейской десантно-штурмовой бригады в Бресте. Бывший член Объединённого переходного кабинета Светланы Тихановской по вопросам обороны и нацбезопасности (2022—2024). Подполковник запаса.

## Молодость
Родился 13 августа 1964 года в деревне Гошево Дрогичинского района, на улице, названной именем его деда. Тот командовал партизанской бригадой и погиб в 1944 году при освобождении Беларуси. Когда Сахащику было 7, семья перебралась в Дрогичин, где он пошёл в школу №3, которую окончил с золотой медалью.
Большое влияние на судьбу юного Сахащика оказали советские фильмы о десантниках, он вдохновился военной романтикой и захотел быть офицером.
Следующее событие, повлиявшее на мою жизнь, — мама устроилась работать продавцом книжного магазина. Людям молодым тяжело представить это, но интернета не было. Помню, когда первый черно-белый телевизор появился у нас в деревне — вся деревня собиралась по воскресеньям взглянуть на это чудо. И многие вещи в те времена были дефицитом, включая книги. У меня же появился практически неограниченный к ним доступ. Читал я запоями. Часто — ночи напролет. Любимые темы — вооруженные конфликты всех времен и народов, разведчики и диверсанты, путешествия и приключения. <…> И как результат — уже к классу седьмому вопрос выбора профессии был решен: я буду офицером ВДВ!Валерий Сахащик, Журнал «Спецназ» .
Валерий Сахащик решил поступать в лучшее десантное училище в СССР, которое, как считалось, было в Рязани. Но его туда не взяли — не прошёл по росту, так как дорос до своих нынешних 176 только курсантом, а на момент окончания школы недотягивал до нужных 175. Поэтому поступил в Московское высшее военное командное училище имени Верховного Совета РСФСР, с расчётом на то, чтобы отучиться там, а потом все равно пойти служить в десант.
Там была хорошая база, качественная школа, отличный состав преподавателей. Учиться было непросто, но качество подготовки я оценил на сборах лейтенантов уже после выпуска, когда увидел, что мой уровень значительно отличается от выпускников других военных университетовВалерий Сахащик, Наша ніва .

## Военная карьера

### Первые годы службы
По окончании военного училища молодой офицер попадает в 11-ю отдельную гвардейскую десантно-штурмовую бригаду, расположенную в Забайкальском военном округе. Должен был вместе со своими бойцами отправиться в Афганистан, однако не успел — к тому времени СССР уже вывел из страны свой контингент. После этого Сахащика перевели на другой конец континента — в немецкий город Перлеберг (на полпути между Берлином и Гамбургом). Там он пять лет командует разведывательной десантной ротой 34-го отдельного разведывательного батальона.
По признанию комбрига, на Западе жизнь военнослужащих была устроена совершенно иначе, в частности, не было «армейского однообразия». Однако это не означало более низкую боеготовность. «Наверху уже вовсю шла горбачевская оттепель, а на нашем тактическом уровне ничего не изменилось», — вспоминал командир. Сахащик утверждал, что подчиненное ему подразделение было, по сути, образцово-показательным. Достаточно привести в пример своеобразную интерпретацию дедовщины в его роте.

### Брестская десантно-штурмовая бригада
В 1992 году Валерий Сахащик попадает в 38-ю брестскую десантно-штурмовую бригаду на должность заместителя командира парашютно-десантного батальона. Через шесть месяцев он становится комбатом и руководит своим подразделением в течение трёх лет.
Позже Валерий решает поступать в белорусскую Военную академию. Он оказывается в первом наборе командно-штабного факультета ВАРБ. По окончании военного вуза его назначают заместителем командира 38-й бригады. На этой должности он пробудет пять месяцев, после чего станет комбригом. Десантной частью он прокомандует три с половиной года.
Сахащик признавался, что на этом этапе карьеры на него свалился большой объем административной работы. Однако новые полномочия позволили офицеру реализовать старые задумки — и именно они принесли ему широкую известность в армейской среде. Бригада начинала утро с зарядки: бега на 10 км и купания в озере, в том числе зимой — в проруби. Вместе с солдатами должны были бежать и офицеры, имевшие оценки по физподготовке ниже «отлично». Появилась в бригаде и сборная по рукопашному бою.
Но главная визитная карточка Сахащика — введение в бригаде квалификационных испытаний по типу сдачи на краповые береты во внутренних войсках МВД. При нем были разработаны документы о проведении таких испытаний и введен специальный знак отличия — «Черный орел».
Одним из прошедших испытание был и сам Сахащик. Далее экзамен на получение «Черного орла» (ставшего символом всей бригады) проводили каждые полгода, а к ним из-за широкого резонанса присоединялись даже военнослужащие внутренних войск — обладатели краповых беретов. Комбриг утверждал, что его испытания были даже более всеобъемлющими, чем спецназовские, и носили более прикладной характер — то есть готовили в реальным боевым действиям. Кандидатом на прохождение испытаний не могли быть военнослужащие, имевшие дисциплинарные проступки, что, по убеждению Сахащика, положительно сказалось на общем климате в бригаде.
Как сообщает "Наша Ніва", Сахащика выжил из армии тогдашний начальник Генерального штаба Гурулев. В те времена ускоренными темпами происходило сокращение военных частей в Бресте, которые достались в наследство от СССР и в которых не было нужды. Ликвидация предусматривала и списание большого количества материальных ценностей, транспорта, недвижимости. Вокруг этих процессов паслись разного рода взяточники и дельцы. И некоторые люди наверху считали, что принципиальный Сахащик, командир целой бригады, самой большой, на тот момент, десантной единицы в стране, будет путаться под ногами и наделает проблем. Ему предложили пойти служить в Генштаб, но десантник отказался от кабинетной работы и ушел в запас. На тот момент ему было 38 лет.
В итоге на Брестскую бригаду поставили Вадима Денисенко, который пришел руководить десантной бригадой, ни разу в жизни не прыгнув с парашютом.

### Служба в составе Вооруженных сил Украины

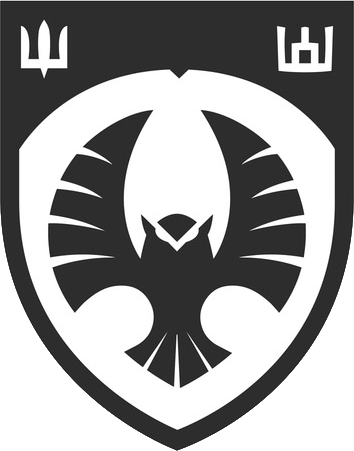
Эмблема отдельной белорусской десантно-штурмовой группы

В июне 2023 года стало известно о создании отдельной белорусской десантно-штурмовой группы в составе Вооруженных сил Украины, командование которой принял сам Валерий Сахащик. По его словам, это рота, "которую укомплектовывали сами белорусы". Согласно официальному сообщению, "белорусская рота второй месяц выполняет боевые задачи на одном из самых трудных участков фронта на юго-востоке Украины и получает боевой опыт, необходимый для создания новой, высокотехнологичной и высокоэффективной белорусской армии". Белорусская рота входит в состав 79-й десантно-штурмовой бригады ВСУ.

## Гражданская карьера
После увольнения из войск Сахащик устроился на "Инкофуд". Начинал со специалиста отдела маркетинга, а закончил работу на предприятии в должности исполнительного директора.
Чуть позже в Польше он стал сооснователем строительной фирмы, которая создавалась белорусами и работали на ней 900 человек — тоже белорусы. Сейчас Сахащик председатель правления группы компаний SK-BUD&SAHATY. Компания занимается промышленным и гражданским строительством в восьми странах мира (Россия, Беларусь, Украина, Объединённые Арабские Эмираты, Кения, Катар, Польша, Германия). Бизнес семейный, остальные члены правления — родственники Сахащика. Судя по сайту, компания успешно возводит крупные промышленные и жилые объекты в Европе, занимается и сложной реставрацией архитектурных памятников. В Беларуси же фирма запомнилась благотворительностью — например, сделала новую кухню для детской деревни в Кобрине.

## Общественная деятельность
Во время протестов 2020 года он приехал из Польши в Брест просить руководство брестской милиции выпустить людей из изоляторов.
Снова о бывшем комбриге массово заговорили в феврале 2022 года, через несколько дней после российского вторжения в Украину. В своём видеообращении бывший командир “тридцатьвосьмёрки” призывает белорусских военных не участвовать в путинской агрессии.
Россияне просто стали жертвами своих пропагандистов, пообещавших, что народ Украины встретит их хлебом и солью, как освободителей. Никаких правовых оснований у белорусских военных сил врываться в Украину нет. Это прямо запрещает действующая Конституция. Это не наша война. Вы не будете защищать свою родину, дом или семью и не получите славы — только позор, унижение и смертьВалерий Сахащик
Через несколько дней Сахащику заочно ответил депутат Национального собрания, председатель комиссии по нацбезопасности и бывший начальник белорусского Генштаба Олег Белоконев. Он назвал видео Сахащика «дешевым популизмом» и отметил, что информацию о военной обстановке комбригу не мог преподнести никто, «кроме как спецслужбы западных стран».
В июле помощник командира полка «Пагоня» Вадим Прокопьев раскритиковал штаб Светланы Тихановской на Форуме демократических сил в Берлине и среди прочего предложил сделать из политика «королеву Елизавету», передав полномочия премьеру — «белорусскому Черчиллю, руководителю военного кабинета», которого бы знала вся Украина. В развернувшейся после этого заявления дискуссии нередко звучала фамилия Сахащика, чьё обращение до этого действительно широко разошлось по украинским СМИ.
9 августа 2022 года Сахащик стал членом Объединённого переходного кабинета Светланы Тихановской по вопросам обороны и нацбезопасности.
Я никогда не интересовался политиков и не мечтал о карьере политика, как и большинство из присутствующих в здании. Не мы виноваты, что в нашей стране произошли события, на которые мы как порядочные люди отреагировали не так, как этого от нас ожидала власть, — сказал он и добавил, что видит Беларусь как парламентскую республику с четким разделением власти, системой сдержек и противовесов. — Если кто-то ожидает, что я буду формировать хунту и начну строить сценарии захвата власти, я вас разочарую, у меня ничего такого в планах нет. <…> Перейдем к тому, что мы имеем. Мы имеем несколько подразделений белорусов, которые воюют в Украине. Мы обзавелись разведкой, системой слежения и связи. Люди не представляют, как много белорусов, уехавших за границу, нам помогаютВалерий Сахащик
Был поддержен известным белорусским политиком Зеноном Позняком:

Здесь я должен засвидетельствовать, что Валерий Степанович Сахащик — порядочный белорусский офицер чести, патриот Беларуси, который заботится о ее судьбе и защите. Нужно поддерживать таких людей, которые хотят помочь Отечеству в трудное для народа время. Не обращаем внимание на лай собачий. Свобода впереди. Жыве Беларусь!Оригинальный текст (бел.)Тут я павінен засьведчыць, што Валеры Сьцяпанавіч Сахашчык прыстойны беларускі афіцэр гонару, патрыёт Беларусі, які дбае пра яе лёс і абарону. Трэба падтрымліваць такіх людзей, якія хочуць дапамагчы Бацькаўшчыне ў цяжкі для народу час. Не зьвяртайма ўвагі на брэх сабачы. Свабода наперадзе. Жыве Беларусь!
Оригинальный текст (белор.)  

1 августа 2024 года Сахащик объявил о своем выходе из состава Объединенного переходного кабинета.

## Личная жизнь
Валерий Сахащик женат третьим браком. О первой жене информации нет, вторая была экстремалка и парашютистка, с третьей женой познакомился на родительских собраниях в школе. У него есть дочь и трое сыновей, один из которых офицер в белорусской армии.
Долгие годы был близким другом бывшего Начальника Генерального штаба Вооружённых сил Республики Беларусь Олега Белоконева.
В 1992 году получил паспорт Российской Федерации, как офицер служивший юрисдикции РСФСР.
Знаком с Валерием Залужным с 2010 года и поддерживает с ним приятельские отношения.